# James Gregory (nhà toán học)
James Gregory (tháng 11 1638 - tháng Mười 1675) là một nhà toán học và thiên văn học người Scotland. Ông đã mô tả thiết kế ban đầu cho kính viễn vọng phản xạ - kính viễn vọng Gregory - và phát triển lượng giác, khám phá biểu diễn chuỗi vô hạn cho một số hàm lượng giác.